# Nikolai von Hartwiss
Nikolai Ernst Bartholomäus Anhorn von Hartwiß (russifié en Николай Андреевич Гартвис), né le 24 mai 1793 à Kokenhof en Livonie (Kreis de Wolmar) et mort le 24 novembre 1860 en Crimée, est un botaniste allemand de Livonie, sujet de l'Empire russe. Ce fut le deuxième directeur du jardin botanique impérial de Nikita.

## Biographie
Nikolai von Harwiss naît dans le domaine familial de Kokenhof dans le Wolmarscher Kreis en Livonie (colonisée par les Allemands depuis le Moyen Âge, possession suédoise puis russe), fils du chevalier Heinrich Ernst Anhorn von Hartwiss et de Christiane Anhorn von Hartwiss (sa cousine germaine). En 1809-1812, il étudie à l'université allemande de Dorpat, mais ne termine pas ses études pour faire son service militaire. Il sert dans l'artillerie et prend une part active au combat à la fin des guerres napoléoniennes ; il est même blessé. Il reçoit l'ordre de Sainte-Anne de 3e classe. Il est rendu à la vie civile le 6 janvier 1818 avec le grade de capitaine d'état-major d'artillerie et le droit de porter à vie son  uniforme « pour blessures subies ». Il rejoint le domaine familial où il s'occupe d'agriculture.

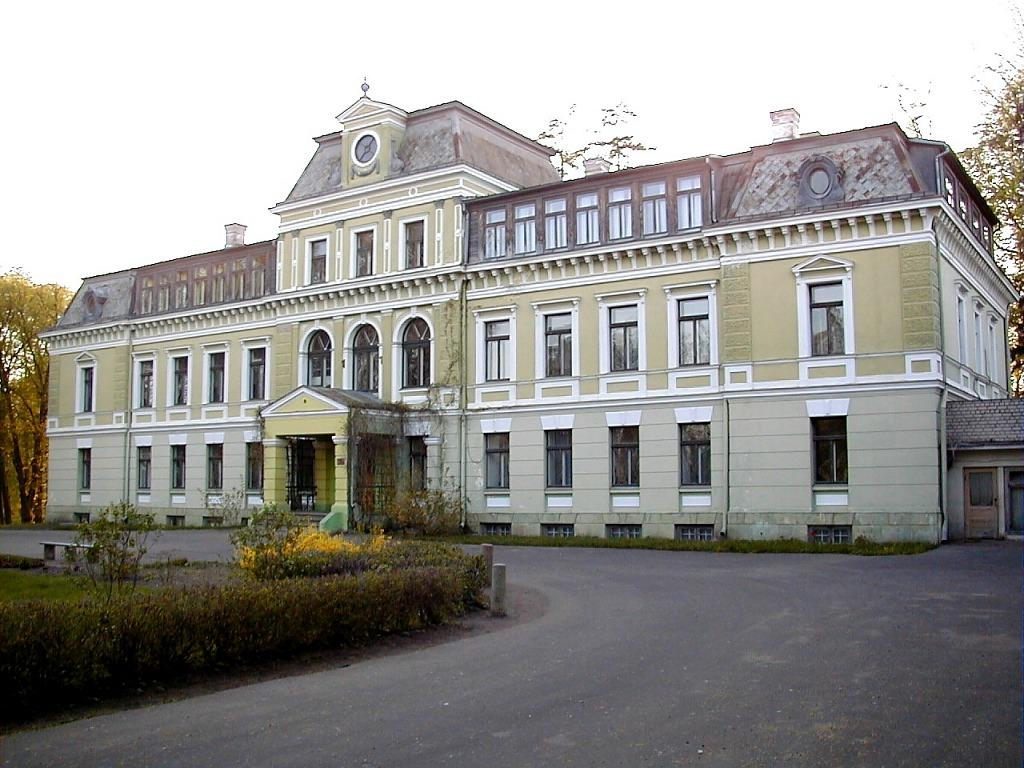
Château familial de Kokenhof.

## Carrière scientifique

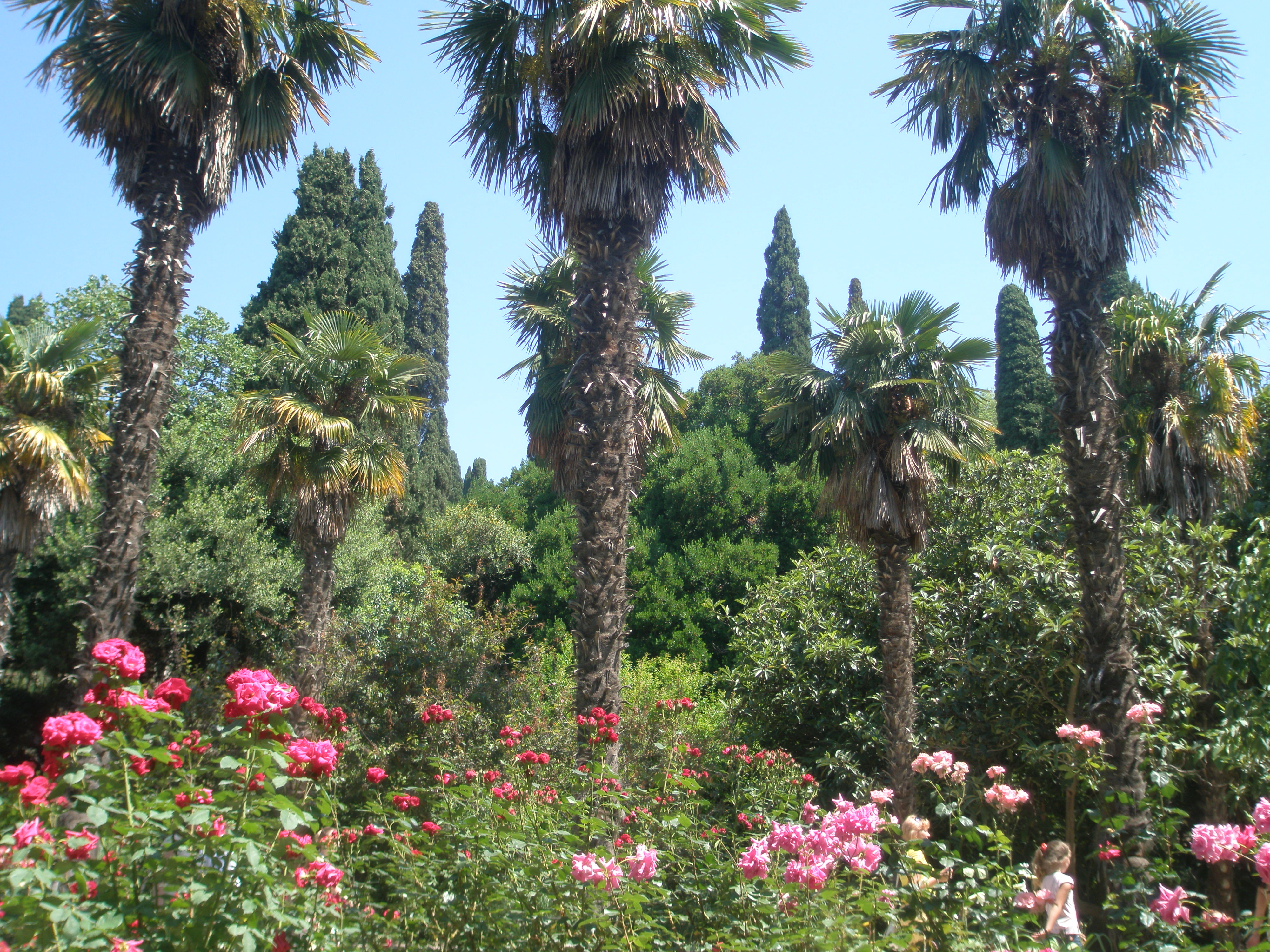
Jardin botanique de Nikita.

Entre 1819-1824, il demeure à Riga en Livonie, puis se lance dans la botanique et l'horticulture en Crimée. Il réunit une collection importante (environ 500 variétés) de plantes fruitières et d'obtentions de roses, dont la fameuse 'Comtesse Woronzow' (1829).
En 1824, il est inspecteur au jardin botanique de Nikita en Crimée (gouvernement de Tauride). En  avril 1827, il en est nommé le directeur par le gouverneur-général de Nouvelle-Russie, le comte Mikhaïl Semionovitch Vorontsov. Il demeure à ce poste, jusqu'à sa mort le 24 novembre 1860. C'est le directeur qui est resté le plus longtemps à ce poste (trente-trois ans). Il agrandit la collection du jardin de plus d'un millier à trois milliers de plantes, dont une remarquable collection de plantes fruitières, la plus importante d'Europe à l'époque.
De Nikita, il organisait aussi des expéditions botaniques en Crimée et le long de la mer Noire en Abkhazie ou en Géorgie. Il épouse Élisabeth von Rosen et possède un domaine de 500 acres (7 hectares) nommé Artek, près de l'Ayou-Dag au bord de la mer en Crimée où il acclimate des magnolias, Liriodendron tulipifera, Liquidambar styraciflua, Taxodium distichum, Castanea toutes sortes de camélias et rhododendrons, etc. Après la mort de sa première femme en 1855, il épouse le 2 février 1858 à Simféropol une jeune fille de Riga dénommée Leontine Werther, mais à la fin de cette même année elle trouve la mort en accouchant d'une petite fille,.

## Quelques sélections de roses[10],[11]
| Nom                             | Date  | Type                          | Coloris               | Existence |
| ------------------------------- | ----- | ----------------------------- | --------------------- | --------- |
| Baronne Julie de Berckheim      | <1834 | Hybride de Chine              | inconnu               | perdue    |
| Belle Lila                      | <1834 | hybride de Rosa gallica       | inconnu               | perdue    |
| Belle de Livonie                | 1827  | Hybride de Rosa alba          | inconnue              | perdue    |
| Belle de Nikita                 | 1829  | Hybride de Chine              | rose                  | oui       |
| Belle de Riga                   | <1834 | Hybride de Rosa gallica       | inconnu               | perdue    |
| Blanche de Riga                 | <1834 | Hybride de Rosa alba          | blanche               | perdue    |
| Bouquet de Nikita               | 1829  | Hybride de Rosa sempervirens  | inconnu               | perdue    |
| Comtesse Woronzow               | 1829  | Hybride de Chine              | jaune chamois et rose | oui       |
| Comtesse Nathalie Tchernischoff | <1834 | Hybride de Rosa semperflorens | inconnu               | perdue    |
| Comtesse Pahlen                 | <1834 | Hybride de Rosa semperflorens | inconnu               | perdue    |
| Foncée-brillante de Livonie     | <1834 | Hybride de Rosa gallica       | inconnu               | perdue    |
| Incomparable de Livonie         | <1834 | Hybride de Rosa gallica       | inconnu               | perdue    |
| Mignonette d'Alupka             | 1829  | Hybride de Rose Noisette      | crème                 | oui       |
| Ombrée de Riga                  | <1834 | Hybride de Rosa gallica       | inconnu               | perdue    |
| Princesse Anne Galitzine        | <1834 | Hybride de Grevilliae         | rouge brillant        | perdue    |
| Prometheus                      | <1834 | Hybride de Rosa gallica       | inconnu               | perdue    |
| Violacea                        | <1834 | Rose de Chine-semperflorens   | inconnu               | perdue    |
| Woldemar Hagen                  | <1834 | Hybride de Rosa gallica       | inconnu               | perdue    |
|                                 |       |                               |                       |           |

## Plantes nommées en son honneur
- (Boraginaceae) Cordia hartwissiana Regel
- (Cupressaceae) Juniperus hartwissiana Steven ex Koeppen
- (Fagaceae) Quercus hartwissiana Steven
- (Paeoniaceae) Paeonia hartwissiana Hort. ex Trautv.

La botaniste Zinaïda Klimenko a nommé une des roses obtenues par elle, rose 'Nikolaï Hartwiss'.